# Keflavík
Keflavík [ˈcʰɛplaviːkʰ] (dt. „Treibholzbucht“) ist eine Hafenstadt in Südwestisland.
1994 schloss sich Keflavík mit den umliegenden Ortschaften Njarðvík und Hafnir zur Gemeinde Reykjanesbær mit 22.059 Einwohnern (Stand: 1. Januar 2023) zusammen. Keflavík ist mit 8169 Einwohnern (Stand 2007; in der Statistik 2014 werden Keflavík und Njarðvík mit 21.950 Einwohnern zusammengefasst) die größte Stadt der Halbinsel Reykjanesskagi und sechstgrößte Stadt des Landes.

## Geschichte
Der Name der Stadt („Treibholzbucht“) soll auf den ersten Siedler Ingólfr Arnarson zurückgehen; dessen Sklaven fanden auf der Suche nach den Hauspfosten ihres Herrn nur Treibholz. Im 16. Jahrhundert wurde Keflavík erstmals als englischer Handelsplatz erwähnt und entwickelte sich später zum Fischereistandort.
1890 hatte Keflavík 241 Einwohner. Die Einwohnerzahl lag 1901 bei 314, 1910 bei 469, 1920 bei 510, 1930 bei 838, 1940 bei 1551, 1950 bei 2395, 1960 bei 4700, 1970 bei 5663 und 1980 bei 6 622. 1989 zählte die Stadt 7423 Einwohner.
Der Ort blieb ein wichtiger Handelsposten und erhielt am 22. Mai 1949 das Stadtrecht (kaupstaðarréttindi). Von 1951 bis 2006 war Keflavík Standort der in Island stationierten Iceland Defense Force der US-Streitkräfte.

## Wirtschaft und Infrastruktur
Neben dem Hafen und der früheren Keflavík Air Base macht der Flughafen Leifur Eriksson (Internationaler Flughafen von Island) Keflavík zu einem der bedeutendsten Orte Islands.
In jüngster Zeit werden hier von internationalen IT-Firmen riesige Datencenter aufgebaut, Grund dafür ist der Strom- und Kühlbedarf der Server. Beides können Island und die Reykjanes-Halbinsel gut leisten. Diese Serverfarmen sind über Glasfaserleitungen mit sehr großen Übertragungskapazitäten mit dem Europäischen Kontinent, Amerika und Asien verbunden und stellen für die IT-Firmen die Rechenleistung zur Verfügung.
Keflavik ist nur sehr schwach durch Regionalbusse angebunden.

## Sehenswürdigkeiten

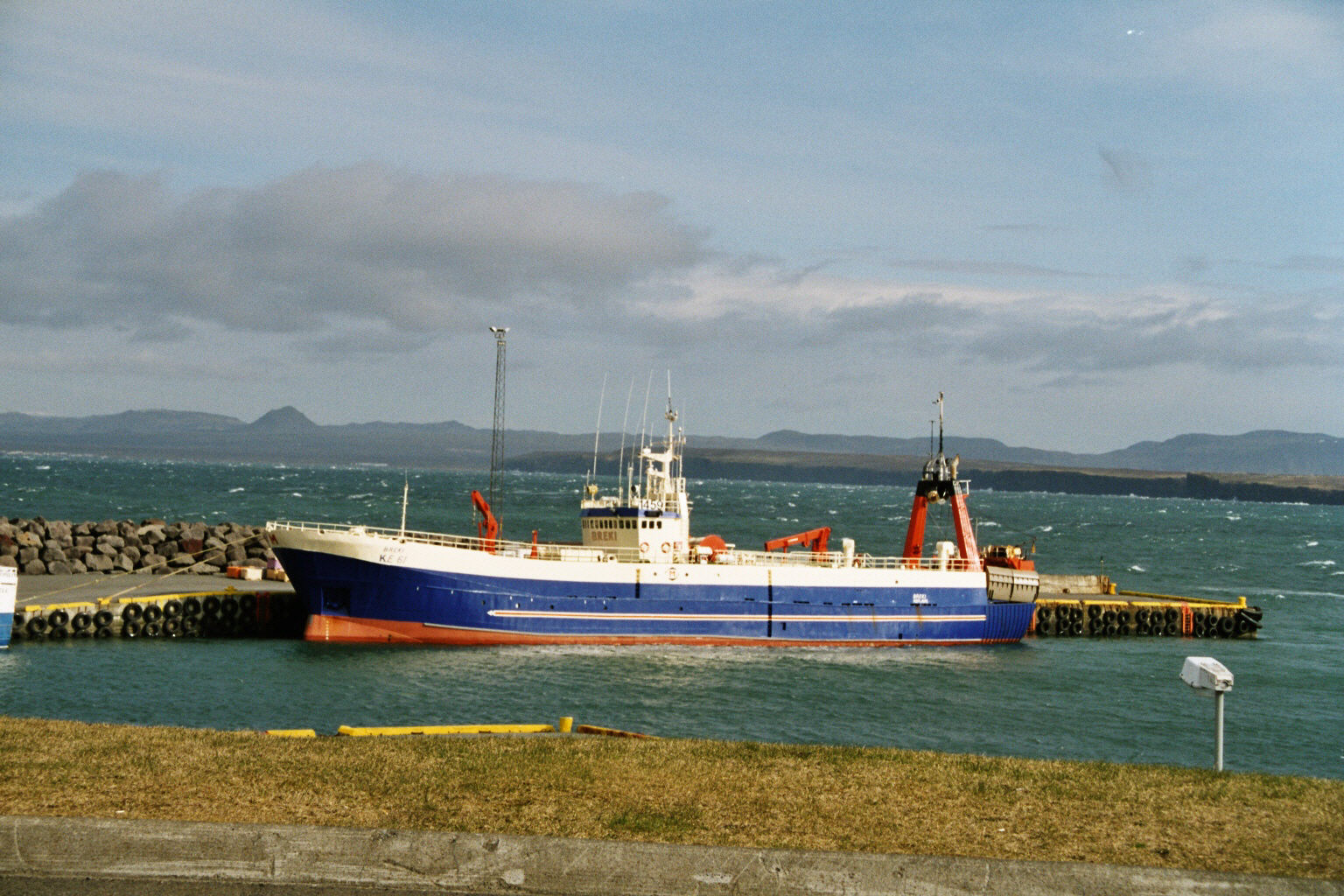
Im Hafen von Keflavík

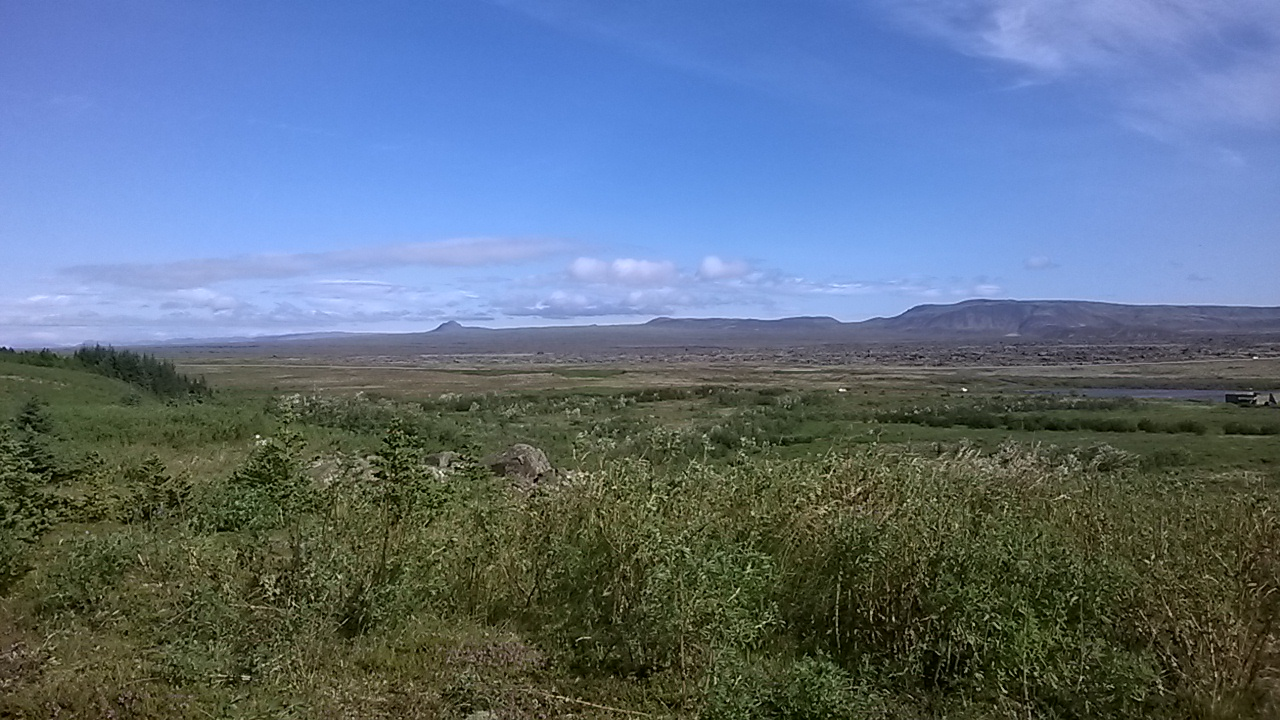
Waldgebiet Sólubrekkuskógur

Am Hafen finden sich diverse historische Gebäude wie das in ein Museum (Duushúsalengjan) umgewandelte ehemalige Wohnhaus des dänischen Kaufmanns Peter Duus von 1877 (Duushús), in dessen Nähe das Fischershús (1882) und das Gamla Búð (1870) stehen, beide dem Museum angeschlossen. Unweit davon steht das Fischerdenkmal des isländischen Künstlers Ásmundur Sveinsson.
Die kleine helle Kirche Keflavíkurkirkja wurde 1914 erbaut und am 14. Februar 1915 eingeweiht. Auch das Hafengelände mit dem eher unauffälligen weiß-blauen Leuchtturm Vatnsnesviti ist sehenswert. Einen deutlichen Kontrast hierzu bildet die katholische Kirkja hl. Jóhannesar Páls II. Die Barbarakapelle (Barbörukapella) der katholischen Gemeinde von Keflavík wurde in einem Privathaus eingerichtet, das 1995 vergrößert und zu einer kleinen Kirche ausgebaut wurde.
Njarðvík, die westliche Nachbarstadt von Keflavík, die praktisch aus zwei kleineren Städten besteht, schließt mit ihrem nördlichen Teil nahezu übergangslos an das Stadtgebiet an. Die Entfernung zur Hauptstadt Reykjavík beträgt etwa 40 Kilometer. Ein beliebtes Ausflugsziel ist das von Wanderwegen durchzogene Waldgebiet Sólbrekkuskógur, das seit den 1960er Jahren aufgeforstet wurde.
Das Fußballstadion Keflavíkurvöllur bietet für 4.000 Besucher Platz. Es wird von mehreren isländisches Teams genutzt.
Nordwestlich von Keflavík befindet sich nahe der Ortschaft Garður der 1,5 km lange und bis zu 1,5 m hohe Wall Skagagarður, der bereits im 10. Jahrhundert erbaut wurde, um Getreidefelder vor Nahrung suchenden Schafen zu schützen. Dieser Wall ist eines der wenigen Bauwerke aus dem Mittelalter, die in Island noch erhalten sind. Er wurde 1528 erstmals schriftlich erwähnt und lange nahm man an, er sei im 13. oder 14. Jahrhundert angelegt worden. Wissenschaftliche Untersuchungen ergaben jedoch, dass er bereits im 10. Jahrhundert errichtet wurde.

## Söhne und Töchter der Stadt
- Birgir Þórarinsson (* 1965), Politiker
- Craig Oppel (* 1967), Schwimmer
- Logi Gunnarsson (* 1981), Basketballspieler
- Ingvar Jónsson (* 1989), Fußballspieler
- Arnór Ingvi Traustason (* 1993), Fußballspieler
- Stefan Ljubicic (* 1999), Fußballspieler
- Sveindís Jane Jónsdóttir (* 2001), Fußballspielerin